# Cerceis tuberculata
Cerceis tuberculata là một loài chân đều trong họ Sphaeromatidae. Loài này được Mueller miêu tả khoa học năm 1991.